# Bier in Oostenrijk

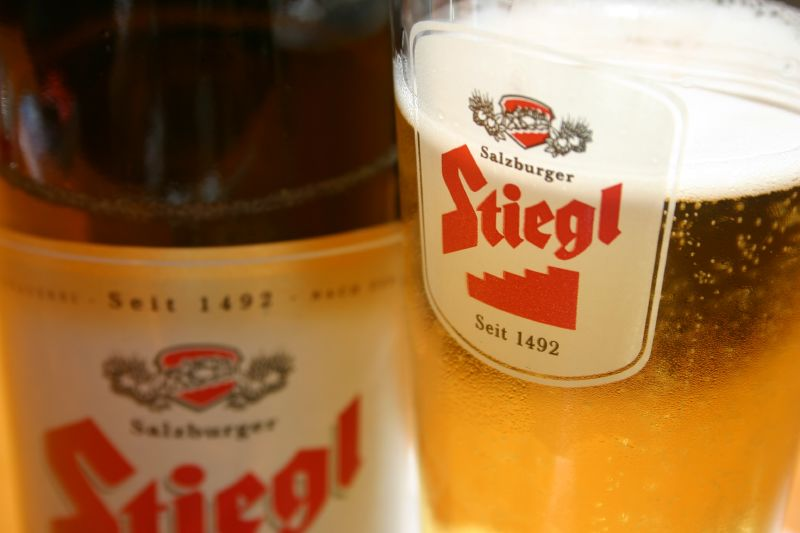
Stiegl bier

Bier in Oostenrijk is gekenmerkt door een ruim aantal variëteiten omdat men niet gebonden is aan het Reinheitsgebot, zoals in buurland Duitsland. Behalve enkele grote brouwerijen die de markt domineren, zijn er een groot aantal microbrouwerijen en brouwcafés verspreid over het land. De meeste brouwerijen (bijna een derde) bevinden zich in Oberösterreich. Dit gebied grenst aan Beieren waar het veel banden mee heeft en de biertraditie is hier het sterkst. In het oosten en zuiden van het land zijn minder maar grotere bierproducenten. In 1921 ontstond de grootste brouwerijgroep onder de naam Braubank AG. Deze werd gevormd door de fusie van enkele kleine regionale brouwerijen. De groep groeide gedurende de twintigste eeuw door andere brouwerijen in Oostenrijk over te nemen. Brau Union Österreich AG heeft het grootste marktaandeel van het land en is in bezit van brouwerijgroep Heineken.
Een populaire bierstijl is de Oostenrijkse versie van het Märzenbier, dat minder zwaar is dan zijn Duitse tegenhanger. In 1840 introduceerde Anton Dreher de Weense lager, een amberkleurig bier van ondergisting. Er wordt ook bockbier, weizenbier en het typische zwickelbier gebrouwen.

## Cijfers 2011
- Bierproductie: 8,917 miljoen hl
- Export: 713.000 hl
- Import: 673.000 hl
- Bierconsumptie: 9,105 miljoen hl
- Bierconsumptie per inwoner: 108,1 liter (derde plaats in de wereld)
- Actieve brouwerijen: 170 (+ 97 microbrouwerijen)[1]

## Brouwerijen
De grootste brouwerijgroep is Brau-Union AG met een marktaandeel van 56%.
- Brau Union Österreich AG (eigendom van Heineken)
  - Brauerei Gösser
  - Brauerei Zipfer
  - Brauerei Schwechat
  - Brauerei Wieselburger
  - Brauerei Puntigamer

Grote brouwerijen met een productie groter dan 500.000 hl/jaar.
- Brauerei Stiegl
- Ottakringer Brauerei

Middelgrote brouwerijen met een productie tussen 100.000 en 500.000 hl/jaar.
- Vereinigte Kärntner Brauereien
- Privatbrauerei Fritz Egger
- Brauerei Fohrenburg
- Brauerei Zwettl
- Mohrenbrauerei August Huber
- Schloss Eggenberg
- Brauerei Murauer
- Brauerei Hirt und Josef Sigl

## Bieren (bekendste merken)
- Bevog
- Edelweiss
- Egger Bier
- Freistadter Bier
- Fohrenburger
- Hirter Privat Pils
- Gösser Märzen
- Goldfassl
- Kaiser Bier
- Kapsreiter
- Ottakringer
- Schwechater
- Stiegl
- Zipfer
- Zwettler
- Zillertal Bier
- Schladminger Bier